# Niende Doktor
Den niende Doktor er en person i den britiske science fiction-serie Doctor Who spilles af Christopher Eccleston. Den første doctor efter 9 års pause. Han har en stor del af æren for genoplivelsen af den gamle serie. Han er klædt i læderjakke og har militant kortklippet hår, og han er langt mindre excentrisk end tidligere inkanationer. Han møder Rose Tyler (spillet af Billie Piper) i det første afsnit, og tager hende med som sin ledsager. Senere kommer Jack Harkness, en rehabiliteret svindler fra det 51' tyvende århundrede også med på visse ture. Harkness optræder også i en spinoff serie ved navn Torchwood.